# Acantholaimus elegans
Acantholaimus elegans is een rondwormensoort uit de familie van de Chromadoridae. De wetenschappelijke naam van de soort is voor het eerst geldig gepubliceerd in 1988 door Jensen.